# Vicky Bernardi
Vicky Bernardi (* 6. Juli 2002 in Sterzing) ist eine italienische Skirennläuferin.

## Karriere
Bernardi stammt aus Stern, einem Ortsteil von Abtei im Gadertal. Ihr internationales Renndebüt feierte sie am 12. November 2018 bei einem Juniorenrennen in Sulden. Ihr erstes internationales Großereignis bestritt sie 2022 bei den Juniorenweltmeisterschaften in Panorama, British Columbia. Dort erreichte sie als beste Ergebnis den Rang 10 in der Abfahrt. Bis zu diesem Zeitpunkt war Bernardi hauptsächlich bei FIS bzw. Juniorenrennen in Italien an den Start gegangen.
Ein Jahr später gewann Bernardi bei den Juniorenweltmeisterschaften in St. Anton am Arlberg überraschend die Silbermedaille in der Abfahrt, Gold verpasste sie dabei nur um drei Hundertstel. Im Super-G belegte sie zudem den 5. Platz.
Am 13. Januar 2024 gab Bernardi bei der Abfahrt von Altenmarkt-Zauchensee ihr Weltcupdebüt, wobei sie mit Platz 28 direkt ihre ersten Weltcuppunkte gewinnen konnte.
Ihren ersten Sieg bei einem Europacuprennen feierte Bernardi am 25. Januar 2024 beim Super-G von Orcières. Nur drei Tage später erreichte sie mit Rang 18 beim Super-G von Cortina d’Ampezzo ihr bis dato bestes Ergebnis im Weltcup.
Die Super-G Wertung des Europacups in der Saison 2023/24 beendete Bernardi auf dem dritten Platz, hinter der Schweizerin Janine Schmitt und der Österreicherin Magdalena Egger, wodurch sie einen Fixstartplatz im Super-G für die Weltcupsaison 2024/25 erhielt.

## Erfolge

### Weltcup
- 2 Platzierungen unter den besten 30

### Juniorenweltmeisterschaften
- Panorama 2022: 10. Abfahrt, 16. Super-G, DNF Alpine Kombination
- St. Anton 2023: 2. Abfahrt, 5. Super-G, 30. Riesenslalom

### Europacup
- Saison 2023/24: 3. Super-G-Wertung
- Ein Sieg

| Datum           | Ort      | Land       | Disziplin |
| --------------- | -------- | ---------- | --------- |
| 25. Januar 2024 | Orcières | Frankreich | Super-G   |

### Weitere Erfolge
- 4 Siege bei FIS-Rennen